# Pedro Gual
Pedro José Ramón Gual Escandón (Santiago de León de Caracas, 17 de enero de 1783-Santiago de Guayaquil, 6 de mayo de 1862) fue un abogado, periodista, político, estadista y diplomático venezolano.
Fue el primer diplomático de la América española, al participar en la creación de la política exterior de Venezuela y de la Gran Colombia. Se encargó además de la presidencia de Venezuela en tres oportunidades (en 1858 como presidente del Gobierno provisional, en 1859 en calidad de designado interino de la República y en 1861 como vicepresidente de la República, encargado del poder ejecutivo).

## Carrera profesional y política-laboral

### Etapa independentista

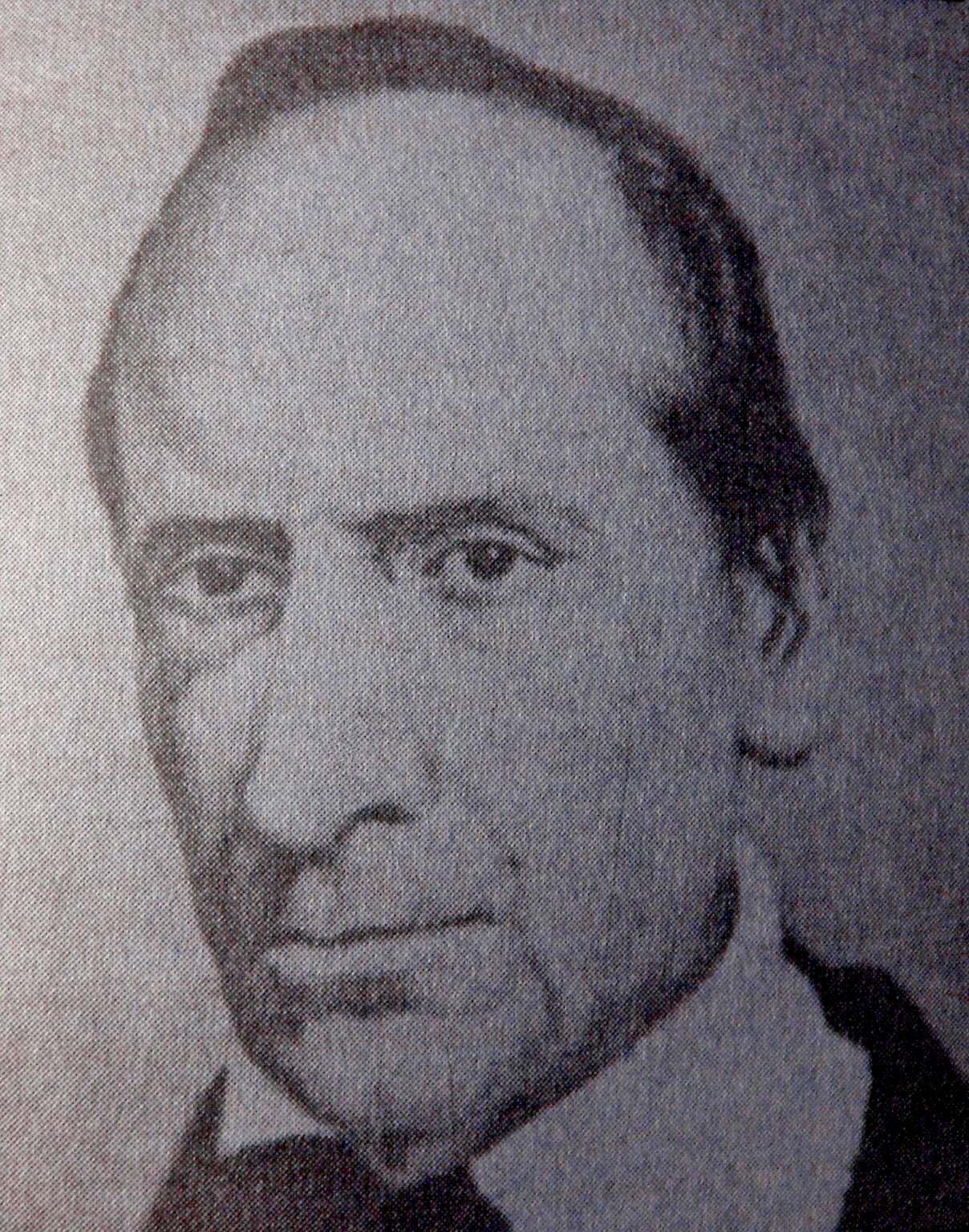
Imagen de Pedro Gual.

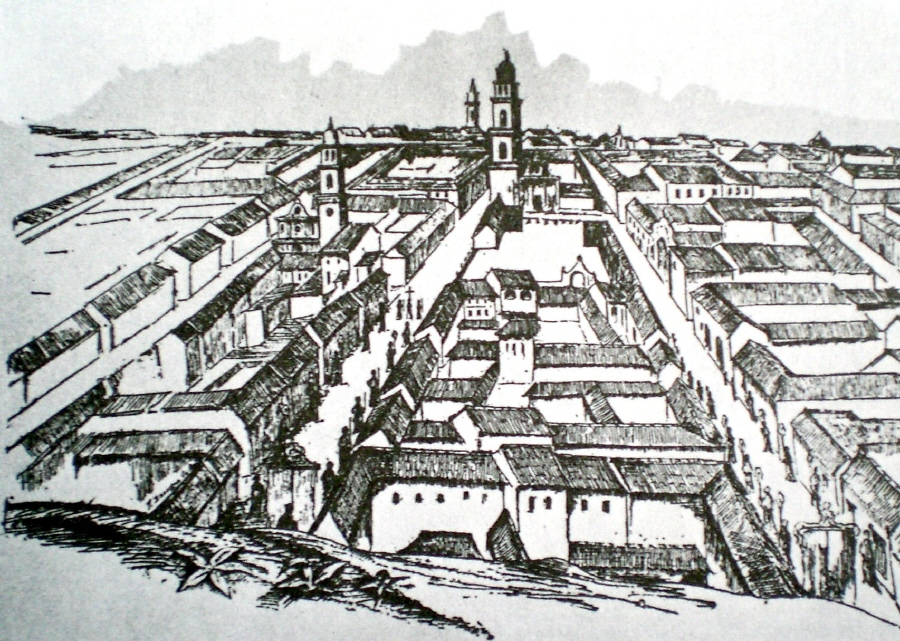
Pedro Gual nació en Caracas el 17 de enero de 1783.

El gobierno patriota de Cartagena de Indias lo comisionó a los Estados Unidos junto a Manuel Palacio Fajardo para buscar apoyo a la causa independentista de la Nueva Granada y Venezuela. Llegaron a Washington en diciembre de 1812. Aunque consiguió entrevistarse con el presidente Madison, este le manifestó que los Estados Unidos no podían tomar parte en la contienda por el tratado de no agresión firmado con España.
En enero de 1815 asumió el cargo de gobernador civil del Estado Libre de Cartagena cuando al poco tiempo el general Bolívar llega a esta ciudad con el ejército de la Unión, procedente de Bogotá, con la intención de unir fuerzas para iniciar el asedio de Santa Marta que se mantenía fiel a la Corona. Manuel del Castillo y Rada, el jefe de la plaza fuerte de Cartagena, se negó a prestarle apoyo a Bolívar y se produce un enfrentamiento entre ambos. Gual como gobernador civil trata de mediar y de reconciliarlos, pero sin lograrlo razón por la cual Bolívar puso sitio durante mes y medio a la ciudad defendida por igual número de combatientes pero la tropa de Bolívar apenas tenía 600 fusiles sin parque ni escuadra.
Por otra parte, Cartagena no acepta el ofrecimiento en abril del virrey Francisco de Montalvo y Ambulodi para atacar a Bolívar a cambio de someterse nuevamente al rey de España. Bolívar al tener conocimiento de la llegada de la gran expedición pacificadora de Pablo Morillo y atacado por los realistas acuartelados en Santa Marta, mediante un ultimatúm propone reunir todas las facciones en conflicto bajo su mando, o renunciar a su mando de las tropas del Congreso. La respuesta de Cartagena es negativa y Bolívar decide salir a Jamaica en mayo de 1815. Poco tiempo después, el gobierno de Cartagena nombra a Gual como agente diplomático en Estados Unidos. Al caer Cartagena en manos realistas el 6 de diciembre de 1815 después del cruento asedio planteado por Pablo Morillo,  Gual extiende su permanencia en la república del norte hasta 1820, donde se dedicó a trabajar en pro de la causa independentista. En tal sentido, durante este tiempo ayuda a Bolívar a organizar la Expedición de los Cayos (marzo-mayo de 1816) que fracasa en su intento de invadir a Venezuela. En 1817 participa junto con el general Gregor MacGregor y el corsario francés Luis Aury, en la toma de la isla de Amelia en la costa oriental de Florida donde logra redactar la constitución de la efímera República de Florida, (junio-diciembre de 1817). La armada de los Estados Unidos expulsa a los revolucionarios de Amelia y Gual viaja con la flotilla de Aury por diferentes puntos del Caribe (Haití, Jamaica), llegando, según afirma, hasta Buenos Aires (1818-1819).
En 1822, como canciller de Simón Bolívar de la Gran Colombia ante Gran Bretaña, ante el reconocimiento por parte de Gran Bretaña de Gran Colombia como país independiente. gira instrucciones a José Rafael Revenga, agente diplomático en Inglaterra, para que presente una nota de protesta al Foreign Office. Se quejó al gobierno británico sobre la presencia de colonos británicos en Esequibo territorio reclamado por Venezuela: En el año 1826 fue el delegado, junto al general Pedro Briceño Mendez, al Congreso Anfictiónico  de Panamá y allí fue designado por los delegados, como presidente del Congreso.

### Regreso a Venezuela

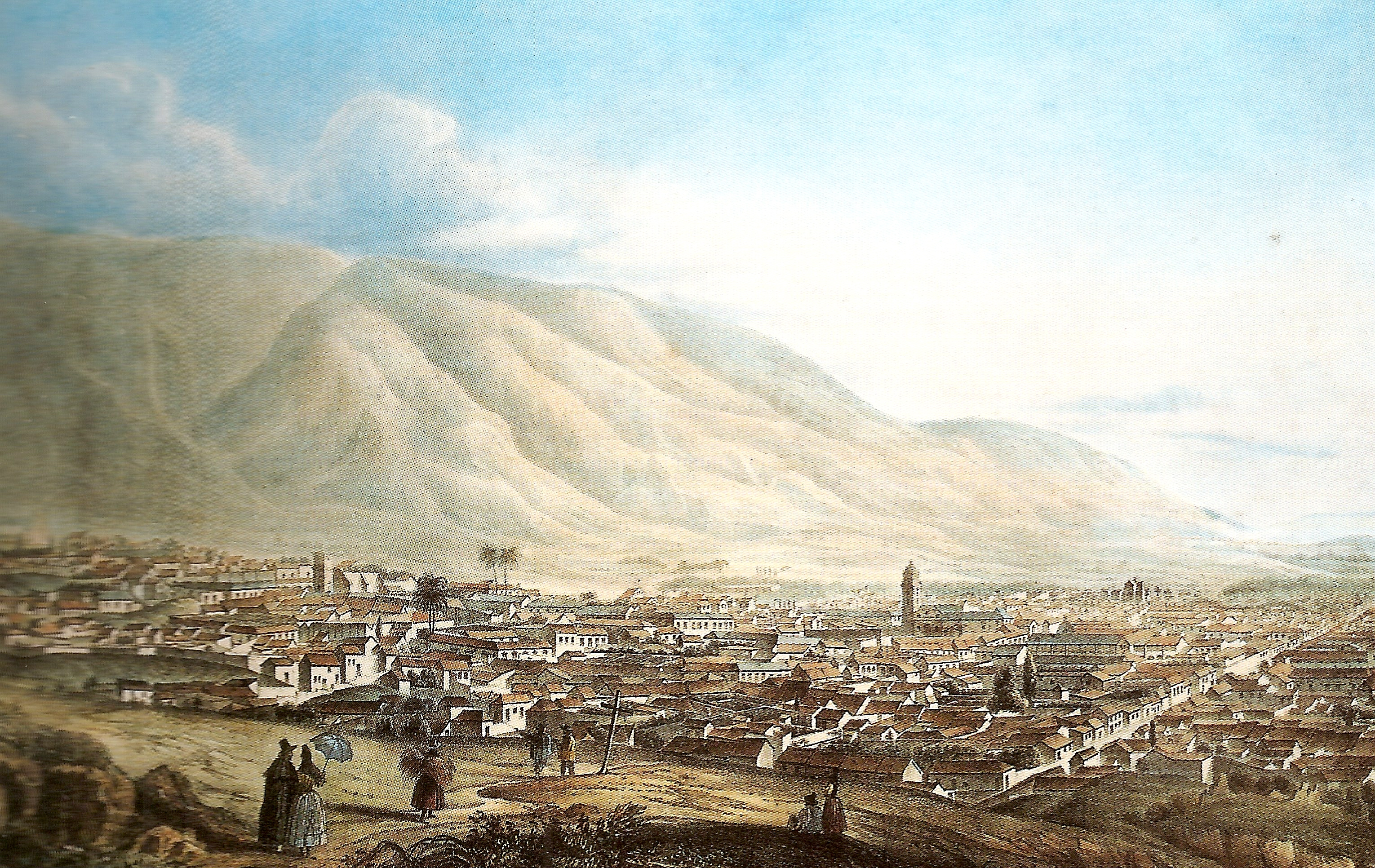
Caracas según Joseph Thomas en 1839

El 22 de noviembre de 1861, junto con esclarecidos representantes de la oligarquía de Caracas como Nicomedes Zuloaga, Manuel Felipe Tovar, Juan José Mendoza, Francisco La Madrid, Federico Núñez Aguiar y otros, constituyen una comisión con el objeto de solicitar la intervención de Inglaterra para que pusiera orden entre el país alzado a cambio de entregarle la Guayana Esequiba, a lo cual se opuso con firmeza el general Páez y tiene que salir al exilio a la isla de Saint Thomas.

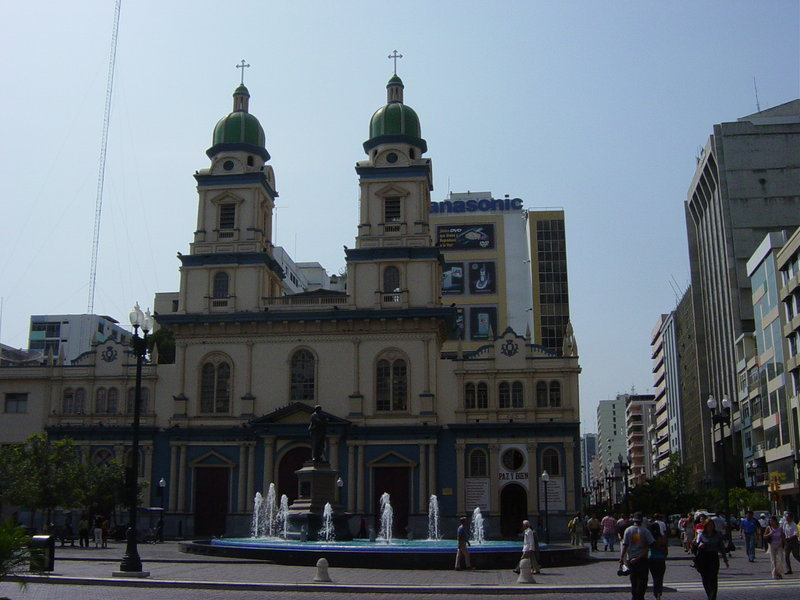
Pedro Gual muere en Guayaquil el 6 de mayo de 1862. Sus restos descansan en la Catedral Primada de Colombia en Bogotá.

 Posteriormente se dirigió a Panamá y Guayaquil, donde murió a los pocos meses el 7 de mayo de 1862 en la más extrema pobreza.  Recibió "el mayor homenaje que jamás haya rendido el Ecuador a ningún hombre público", según dijeron en aquella ocasión las crónicas de la época. Sus restos fueron traídos por el diplomático colombiano Miguel Arroyo Diez desde Guayaquil hasta Bogotá en 1917 y desde entonces reposan en la Catedral Primada de Colombia en esa capital.[cita requerida]
A decir de su biógrafo más relevante, Harold Bierck, "No obtuvo recompensa por sus servicios a Venezuela. Murió en la miseria". Como Bolívar, Andrés Bello, Simón Rodríguez y tantos otros, fue rechazado y castigado con la incomprensión y el silencio, pagando con exilio y olvido. Entró en desgracia política y vital cuando se opuso sin éxito a las ambiciones de Páez al tomar por asalto constitucional la presidencia de la república en 1861. Los treinta y tantos años que mediaron entre su retiro y muerte fueron melancólicos. Sin duda alguna su mayor habilidad fue la del ejercicio diplomático entendido como búsqueda de la solución cotidiana del conflicto para lograr la paz y los intereses de la república. 
Siempre fue hombre de concilio. No se sabe lo que llegó a pensar cuando él, ciudadano de instituciones, recibió el 3 de mayo de 1823 una carta del Libertador que desde Sabaneta, estado Barinas, le decía: "El hemisferio del sur necesita un hombre de peso y que tenga muchos medios a su disposición". El Instituto de Altos Estudios Diplomáticos de Venezuela y un municipio del estado Miranda llevan su nombre.

## Vida personal
Fue masón del grado 33° y trabajó en logias de Caracas, Nueva York y Bogotá.